# Украјина на Светском првенству у атлетици у дворани 2018.
Украјина је учествовала на 17. Светском првенству у атлетици у дворани 2018. одржаном у Бирмингему од 1. до 4. марта тринаести пут, односно учествовала је под данашњим именом на свим првенствима од 1993. до данас. Репрезентацију Украјине представљало је 16 такмичара (5 мушкарца и 11 жена), који су се такмичили у 11 дисциплина (3 мушке и 8 женских).,
На овом првенству такмичари Украјине нису освојили ниједну медаљу.
У табели успешности према броју и пласману такмичара који су учествовали у финалним такмичењима (првих 8 такмичара) Украјина је са 4 учесника у финалу делила 18. место са 13 бодова.
| Плас. | Земља    | 1. место | 2. место | 3. место | 4. место | 5. место | 6. место | 7. место | 8. место | Бр. финал. | Бод. |
| ----- | -------- | -------- | -------- | -------- | -------- | -------- | -------- | -------- | -------- | ---------- | ---- |
| =18.  | Украјина | 0        | 0        | 0        | 1        | 1        | 0        | 2        | 0        | 4          | 13   |

## Учесници
| Мушкарци: - Виталиј Бутрим — 400 м, 4 х 400 м - Јевген Гуцол — 4 х 400 м - Алексиј Поздњаков — 4 х 400 м - Данило Дануленко — 4 х 400 м - Алексеј Касјанов — Седмобој | Жене: - Христина Стуј — 60 м - Хана Рижикова−Јарошчук — 400 м, 4х400 м - Олга Љахова — 800 м - Хана Платицина — 60 м препоне - Тетјана Мелник — 4х400 м - Катерина Климик — 4х400 м - Анастасија Бризгина — 4х400 м - Јулија Левченко — Скок увис - Ирина Герашченко — Скок увис - Марина Бех — Скок удаљ - Алина Шук — Петобој |  |

## Резултати

### Мушкарци
| Атлетичар         | Дисциплина | Лични рекорд | Квалификације   | Квалификације   | Полуфинале           | Полуфинале           | Финале                | Финале                | Детаљи |
| Атлетичар         | Дисциплина | Лични рекорд | Резултат        | Место           | Резултат             | Место                | Резултат              | Место                 | Детаљи |
| ----------------- | ---------- | ------------ | --------------- | --------------- | -------------------- | -------------------- | --------------------- | --------------------- | ------ |
| Виталиј Бутрим    | 400 м      | 46,45 НР     | 47,45           | 4. у гр. 4      | Није се квалификовао | Није се квалификовао | Није се квалификовао  | 19 / 25 (32)          |        |
| Виталиј Бутрим    | 4 х 400 м  | 3:07,54 НР   | Није стартовала | Није стартовала |                      |                      | Није се квалификовала | Није се квалификовала |        |
| Јевген Гуцол      | 4 х 400 м  | 3:07,54 НР   | Није стартовала | Није стартовала |                      |                      | Није се квалификовала | Није се квалификовала |        |
| Алексиј Поздњаков | 4 х 400 м  | 3:07,54 НР   | Није стартовала | Није стартовала |                      |                      | Није се квалификовала | Није се квалификовала |        |
| Данило Дануленко  | 4 х 400 м  | 3:07,54 НР   | Није стартовала | Није стартовала |                      |                      | Није се квалификовала | Није се квалификовала |        |

#### Седмобој
| Дисциплина   | Алексеј Касјанов | Алексеј Касјанов | Алексеј Касјанов | Алексеј Касјанов | Алексеј Касјанов | Алексеј Касјанов |
| Дисциплина   | Лич. рек.        | Резултат         | Бод.             | Плас.            | Укупно           | Плас.            |
| ------------ | ---------------- | ---------------- | ---------------- | ---------------- | ---------------- | ---------------- |
| 60 м         | 6,83             | 6,95             | 900              | 5.               | 900              | 5.               |
| Скок удаљ    | 8,04             | 7,43             | 918              | 3.               | 1.818            | 3.               |
| Бацање кугле | 15,41            | 14,16 ЛР         | 738              | 8.               | 2.556            | 4.               |
| Скок увис    | 2,08             | 2,02             | 822              | 6.               | 3.378            | 5.               |
| 60 м препоне | 7,90             | Диск.            | 0                |                  | 3.378            | 10.              |
| Скок мотком  | 4,80             | НС               | 0                |                  | 3.378            |                  |
| 1.000 м      | 2:39,44          |                  |                  |                  |                  |                  |
| Седмобој     | 6.254 НР         |                  |                  |                  | НЗ               |                  |

### Жене
| Атлетичарка            | Дисциплина   | Лични рекорд | Квалификације   | Квалификације | Полуфинале            | Полуфинале            | Финале                | Финале       | Детаљи |
| Атлетичарка            | Дисциплина   | Лични рекорд | Резултат        | Место         | Резултат              | Место                 | Резултат              | Место        | Детаљи |
| ---------------------- | ------------ | ------------ | --------------- | ------------- | --------------------- | --------------------- | --------------------- | ------------ | ------ |
| Христина Стуј          | 60 м         | 7,21         | 7,34 (.337)     | 5. у гр. 4    | Није се квалификовала | Није се квалификовала | Није се квалификовала | 27 / 47      |        |
| Хана Рижикова−Јарошчук | 400 м        | 52,97        | 52,96 кв ЛР     | 3. у гр. 1    | 52,74 ЛР              | 4. у гр. 1            | Нису се квалификовале | 8 / 31 (34)  |        |
| Олга Љахова            | 800 м        | 2:00,92      | 2:03,81         | 4 у гр. 3     |                       |                       | Нису се квалификовале | 11 / 14 (15) |        |
| Хана Плотицина         | 60 м препоне | 7,92         | 8,11 (.103) КВ  | 2. у гр. 4    | 8,09                  | 5. у гр. 1            | Нису се квалификовале | 14 / 36 (37) |        |
| Тетјана Мелник         | 4 х 400 м    | 3:30,43 НР   | 3:32,06 КВ, НРС | 2. у гр. 2    |                       |                       | 3:31,32 НРС           | 4 / 9 (10)   |        |
| Катерина Климик        | 4 х 400 м    | 3:30,43 НР   | 3:32,06 КВ, НРС | 2. у гр. 2    |                       |                       | 3:31,32 НРС           | 4 / 9 (10)   |        |
| Хана Рижикова−Јарошчук | 4 х 400 м    | 3:30,43 НР   | 3:32,06 КВ, НРС | 2. у гр. 2    |                       |                       | 3:31,32 НРС           | 4 / 9 (10)   |        |
| Анастасија Бризгина    | 4 х 400 м    | 3:30,43 НР   | 3:32,06 КВ, НРС | 2. у гр. 2    |                       |                       | 3:31,32 НРС           | 4 / 9 (10)   |        |
| Ирина Херашченко       | Скок увис    | 1,95         |                 |               |                       |                       | 1,84                  | 7 / 13       |        |
| Јулија Левченко        | Скок увис    | 1,97         | 1,89            | 5 / 13        |                       |                       |                       |              |        |
| Марина Бех             | скок удаљ    | 6,71         | 6,37            | 10 / 13       |                       |                       |                       |              |        |

#### Петобој
| Дисциплина   | Алина Шук | Алина Шук | Алина Шук | Алина Шук | Алина Шук | Алина Шук |
| Дисциплина   | Лич. рек. | Резултат  | Бод.      | Плас.     | Укупно    | Плас.     |
| ------------ | --------- | --------- | --------- | --------- | --------- | --------- |
| 60 м препоне | 8,85      | 8,85 ЛР   | 941       | 12.       | 941       | 12.       |
| Скок увис    | 1,89      | 1,82      | 1.003     | 5.        | 1.944     | 8.        |
| Бацање кугле | 14,27     | 14,08 ЛРС | 799       | 7.        | 2.743     | 10.       |
| Скок удаљ    | 6,15      | 6,09      | 877       | 8.        | 3,620     | 9.        |
| 800 м        | 2:16,29   | 2:18,36   | 846       | 5.        | 4.466     | 7.        |
| Петобој      | 4.748     |           |           |           | 4.466     | 7 / 12    |